# Marcipa makokouensis
Marcipa makokouensis là một loài bướm đêm trong họ Erebidae.